# Casimiro D'Ascensão de Sousa e Menezes
Casimiro D'Ascensão de Sousa e Menezes ComNSC (Ponte da Barca, 5 de Maio de 1834 - 2 de Março de 1910) foi um engenheiro, filósofo, conselheiro do rei D. Carlos I e comendador da Ordem de Nossa Senhora da Conceição de Vila Viçosa.

## Biografia
Nascido da família Gonçalves de Menezes, Casimiro foi filho do segundo matrimônio do então tabelião de Ponte da Barca, João Gonçalves de Menezes. Irmão gêmeo de António D'Ascensão de Sousa e Menezes, e meio-irmão de Tomás Xavier Ferreira de Menezes e do Padre Antonio Manuel Ferreira de Menezes, não deixou descendência de seu casamento com Rosa Ermelinda Ferreira de Almeida (Faro, 2 de Agosto de 1855 - Lisboa, 9 de Dezembro de 1932).
Homem culto e fidalgo, Casimiro Menezes foi bacharel em Matemática, Filosofia e Economia Política pela Faculdade de Letras e pela Faculdade de Ciências da Universidade de Coimbra, assim como Engenheiro Civil pela Escola do Exército, Portugal. Fez parte do Conselho Superior de Obras Públicas português, assim como foi Diretor de Obras Públicas dos Distritos de Braga, Aveiro, Castelo Branco, Viseu e Faro.